# Champions de France de natation en bassin de 50 m du 100 m dos

## Messieurs

### 100 mètres dos messieurs
| Championnat | Lieu                                            | Athlète                      | Naissance | Âge   | Club                                  | Temps           |
| ----------- | ----------------------------------------------- | ---------------------------- | --------- | ----- | ------------------------------------- | --------------- |
| 1907        | Melun                                           | Alexis Moutier               |           |       | Libellule de Paris                    | 2 min 06 s 0    |
| 1908        |                                                 | Bignell                      |           |       | Libellule de Paris                    | 1 min 57 s 0    |
| 1909        |                                                 | Scholtz                      |           |       | Tritons Paris                         | 1 min 54 s 0    |
| 1910        |                                                 | Ernest Koerber               |           |       | Libellule de Paris                    | 2 min 23 s 4    |
| 1911        |                                                 | Daniel Lehu                  |           |       | Enfants de Neptune de Tourcoing       | 2 min 13 s 2    |
| 1912        |                                                 | Daniel Lehu                  |           |       | Enfants de Neptune de Tourcoing       | 1 min 30 s 0 RF |
| 1913        |                                                 | Daniel Lehu                  |           |       | Enfants de Neptune de Tourcoing       | 1 min 30 s 8    |
| 1914        | non disputé                                     |                              |           |       |                                       |                 |
| 1915        | Paris Les bains Deligny                         | non disputé                  |           |       |                                       |                 |
| 1916        | Paris Les bains Deligny                         | non disputé                  |           |       |                                       |                 |
| 1917        | Paris Les bains Deligny                         | non disputé                  |           |       |                                       |                 |
| 1918        | Paris Les bains Deligny                         | non disputé                  |           |       |                                       |                 |
| 1919        | Tourcoing                                       | Daniel Lehu                  |           |       | Enfants de Neptune de Tourcoing       | 1 min 37 s 8    |
| 1920        | Paris La Villette, Bassin Niclausse             | Daniel Lehu                  |           |       | Enfants de Neptune de Tourcoing       | 1 min 40 s 2    |
| 1921        | Strasbourg                                      | Daniel Lehu                  |           |       | Enfants de Neptune de Tourcoing       | 1 min 30 s 0    |
| 1922        | Tourcoing                                       | Aloïs Horny                  |           |       | SR Colmar                             | 1 min 27 s 2    |
| 1923        | Arras                                           | Aloïs Horny                  |           |       | SR Colmar                             | 1 min 28 s 6    |
| 1924        | non disputé                                     |                              |           |       |                                       |                 |
| 1925        | Paris Les tourelles                             | Maurice Ducos                |           |       | CN France                             | 1 min 22 s 0 RF |
| 1926        | Paris Les tourelles                             | Émile Zeibig                 |           |       | SN Strasbourg                         | 1 min 23 s 6    |
| 1927        | Paris Les tourelles                             | Émile Zeibig                 |           |       | SN Strasbourg                         | 1 min 23 s 6    |
| 1928        | Paris Les tourelles                             | Émile Zeibig                 |           |       | SN Strasbourg                         | 1 min 20 s 0    |
| 1929        | Paris Les tourelles                             | Émile Zeibig                 |           |       | SN Strasbourg                         | 1 min 19 s 2    |
| 1930        | Paris Les tourelles                             | Albert Faye                  |           |       | AS Montferrand                        | 1 min 17 s 8    |
| 1931        | Paris Les tourelles                             | Marcel Noual                 |           |       | CN Seine                              | 1 min 19 s 0    |
| 1932        | Marseille Chevalier Roze Sport (25 m)           | Marcel Noual                 |           |       | CN Seine                              | 1 min 13 s 8 RF |
| 1933        | Paris Les tourelles                             | Marcel Noual                 |           |       | Paribas AC                            | 1 min 14 s 8    |
| 1934        | Paris Les tourelles                             | Taieb Zizi                   |           |       | Maccabi Tunis                         | 1 min 17 s 8    |
| 1935        | Bordeaux                                        | Albert Faye                  |           |       | AS Montferrand                        | 1 min 16 s 8    |
| 1936        | Paris Les tourelles                             | Albert Faye                  |           |       | AS Montferrand                        | 1 min 14 s 4    |
| 1937        | Paris Les tourelles                             | Marcel Noual                 |           |       | ASPP                                  | 1 min 15 s 7    |
| 1938        | Paris Les tourelles                             | André Blanc                  |           |       | SCUF                                  | 1 min 15 s 1    |
| 1939        | Paris Les tourelles                             | Lucien Zins                  |           |       | CN Troyes                             | 1 min 12 s 6    |
| 1940        | non disputé                                     |                              |           |       |                                       |                 |
| 1941        | Toulouse                                        | Lucien Zins                  |           |       | CN Troyes                             | 1 min 11 s 4    |
| 1942        | Villeurbanne                                    | Lucien Zins                  |           |       | CN Troyes                             | 1 min 11 s 3    |
| 1943        | Toulouse Paris Les tourelles                    | André Blanc                  |           |       | SCUF                                  | 1 min 16 s 2    |
| 1944        | Paris Les tourelles Tourcoing Toulouse Bordeaux | Lucien Zins                  |           |       | Mouettes de Troyes                    | 1 min 11 s 2    |
| 1945        | Paris Les tourelles                             | Georges Vallerey             |           |       | CN Rabat                              | 1 min 08 s 4    |
| 1946        | Paris Les tourelles                             | Georges Vallerey             |           |       | CN Rabat                              | 1 min 08 s 8    |
| 1947        | Paris Les tourelles                             | Georges Vallerey             |           |       | Dauphins du TOEC                      | 1 min 08 s 4    |
| 1948        | Paris Les tourelles                             | Georges Vallerey Lucien Zins |           |       | EN Castres Mouettes de Troyes         | 1 min 09 s 0    |
| 1949        | Paris Les tourelles                             | Georges Vallerey             |           |       | CP Isle-Adam                          | 1 min 07 s 8    |
| 1950        | Paris Les tourelles                             | Lucien Zins                  |           |       | Troyes Olympic Natation               | 1 min 10 s 3    |
| 1951        | Bordeaux                                        | Gilbert Bozon                |           |       | Troyes Olympic Natation               | 1 min 08 s 8    |
| 1952        | Paris Les tourelles                             | Gilbert Bozon                |           |       | NECM                                  | 1 min 07 s 4    |
| 1953        | Dijon                                           | Gilbert Bozon                |           |       | Troyes GN                             | 1 min 06 s 3    |
| 1954        | Paris Les tourelles                             | Gilbert Bozon                |           |       | Troyes GN                             | 1 min 06 s 6    |
| 1955        | Bellerive-sur-Allier                            | Gilbert Bozon                |           |       | Troyes GN                             | 1 min 06 s 5    |
| 1956        | Paris Georges Vallerey                          | Gilbert Bozon                |           |       | Troyes ON                             | 1 min 06 s 1    |
| 1957        | Paris Georges Vallerey                          | Robert Christophe            |           |       | Cercle des nageurs de Marseille       | 1 min 07 s 0    |
| 1958        | Paris Georges Vallerey                          | Robert Christophe            |           |       | Cercle des nageurs de Marseille       | 1 min 03 s 9    |
| 1959        | Alger                                           | Robert Christophe            |           |       | Cercle des nageurs de Marseille       | 1 min 03 s 8    |
| 1960        | Paris Georges Vallerey                          | Robert Christophe            |           |       | Cercle des nageurs de Marseille       | 1 min 03 s 3    |
| 1961 hiver  | Paris Piscine de Pontoise (33,33m)              | Robert Christophe            |           |       | Cercle des nageurs de Marseille       | 1 min 05 s 3    |
| 1961 été    | Paris Georges Vallerey                          | Robert Christophe            |           |       | Cercle des nageurs de Marseille       | 1 min 06 s 0    |
| 1962 hiver  | Nancy                                           | Robert Christophe            |           |       | Cercle des nageurs de Marseille       | 1 min 05 s 1    |
| 1962 été    | Paris Georges Vallerey                          | Claude Raffy                 |           |       | Cercle des nageurs de Marseille       | 1 min 03 s 1    |
| 1963 hiver  | Marseille Piscine Vallier (25 m)                | Robert Christophe            |           |       | Cercle des nageurs de Marseille       | 1 min 02 s 2    |
| 1963 été    | Paris Georges Vallerey                          | Robert Christophe            |           |       | Cercle des nageurs de Marseille       | 1 min 02 s 5    |
| 1964 hiver  | Marseille Piscine Vallier (25 m)                | Robert Christophe            |           |       | Cercle des nageurs de Marseille       | 1 min 03 s 4    |
| 1964 été    | Paris Georges Vallerey                          | Robert Christophe            |           |       | Cercle des nageurs de Marseille       | 1 min 03 s 9    |
| 1965 hiver  | Marseille Piscine Vallier (25 m)                | Gilles Moreau                |           |       | CN Brunoy                             | 1 min 03 s 8    |
| 1965 été    | Paris Georges Vallerey                          | Gilles Moreau                |           |       | CN Brunoy                             | 1 min 05 s 1    |
| 1966 hiver  | Le Mans (25 m)                                  | non disputé                  |           |       |                                       |                 |
| 1966 été    | Paris Georges Vallerey                          | Bernard Vicente              |           |       | EN Castres                            | 1 min 02 s 5    |
| 1967 hiver  | Caen (25 m)                                     | non disputé                  |           |       |                                       |                 |
| 1967 été    | Paris Georges Vallerey                          | Bernard Vicente              |           |       | EN Castres                            | 1 min 03 s 0    |
| 1968 hiver  | Montreuil                                       | non disputé                  |           |       |                                       |                 |
| 1968 été    | Paris Georges Vallerey                          | Jean Durand Baillou          |           |       | Lyon NS Perrache                      | 1 min 04 s 3    |
| 1969 hiver  | Toulouse                                        | Bernard Vicente              |           |       | Racing Club de France                 | 1 min 02 s 5    |
| 1969 été    | Paris Georges Vallerey                          | Bernard Vicente              |           |       | Racing Club de France                 | 1 min 02 s 2    |
| 1970 hiver  | Aix-en-Provence                                 | Jean-Paul Berjeau            |           |       | Racing Club de France                 | 1 min 03 s 2    |
| 1970 été    | Paris Georges Vallerey                          | Jean-Paul Berjeau            |           |       | Racing Club de France                 | 1 min 02 s 3    |
| 1971 hiver  | Montreuil                                       | Jean-Paul Berjeau            |           |       | Racing Club de France                 | 1 min 02 s 8    |
| 1971 été    | Paris Georges Vallerey                          | Jean-Paul Berjeau            |           |       | Racing Club de France                 | 1 min 02 s 4    |
| 1972 hiver  | Rouen (25 m)                                    | Jean-Paul Berjeau            |           |       | Racing Club de France                 | 1 min 01 s 4    |
| 1972 été    | Vittel                                          | Jean-Paul Berjeau            |           |       | Racing Club de France                 | 1 min 00 s 9    |
| 1973 hiver  | Paris Georges Hermant                           | Pierre Baehr                 |           |       | Stade français                        | 1 min 02 s 23   |
| 1973 été    | Vittel                                          | Jean-Paul Berjeau            |           |       | Racing Club de France                 | 1 min 01 s 94   |
| 1974 hiver  | Bordeaux                                        | Pierre Baehr                 |           |       | Stade Français OC                     | 1 min 02 s 23   |
| 1974 été    | Paris Georges Vallerey                          | Franck Meslier               |           |       | US Font-Romeu                         | 1 min 02 s 23   |
| 1975 hiver  | Troyes                                          | Pierre Baehr                 |           |       | Stade Français OC                     | 1 min 02 s 94   |
| 1975 été    | Paris Georges Vallerey                          | Lionel Beylot-Bourcelot      |           |       | CN Narbonne                           | 1 min 02 s 18   |
| 1976 hiver  | Tarbes                                          | Lionel Beylot-Bourcelot      |           |       | CN Narbonne                           | 1 min 01 s 08   |
| 1976 été    | Paris Georges Vallerey                          | Lionel Beylot-Bourcelot      |           |       | CN Narbonne                           | 1 min 02 s 08   |
| 1977 hiver  | Rennes                                          | Pierre Baehr Vincent Leroyer |           |       | SFOC Club des Vikings de Rouen        | 1 min 02 s 71   |
| 1977 été    | Paris Georges Vallerey                          | Vincent Leroyer              |           |       | Club des Vikings de Rouen             | 1 min 02 s 08   |
| 1978 hiver  | Lille                                           | Yves Huguerot                |           |       | S Reims                               | 1 min 01 s 90   |
| 1978 été    | Laval                                           | Hervé Le Noach               |           |       | Enfants de Neptune de Tours           | 1 min 01 s 87   |
| 1979 hiver  | Nanterre                                        | Frédéric Delcourt            |           |       | SC Amiens                             | 1 min 01 s 04   |
| 1979 été    | Mulhouse                                        | Frédéric Delcourt            |           |       | SC Amiens                             | 1 min 00 s 55   |
| 1980 hiver  | Bordeaux                                        | Frédéric Delcourt            |           |       | SC Amiens                             | 59 s 14         |
| 1980 été    | Brive-la-Gaillarde                              | Frédéric Delcourt            |           |       | SC Amiens                             | 59 s 43         |
| 1981 hiver  | La Rochelle                                     | Jean-Philippe Riblet         |           |       | EDR Valence                           | 1 min 00 s 85   |
| 1981 été    | Dunkerque                                       | Frédéric Delcourt            |           |       | Cercle des nageurs de Marseille       | 58 s 94         |
| 1982 hiver  | Toulouse                                        | Frédéric Delcourt            |           |       | Cercle des nageurs de Marseille       | 57 s 66 RF      |
| 1982 été    | Megève                                          | Frédéric Delcourt            |           |       | Cercle des nageurs de Marseille       | 58 s 74         |
| 1983 hiver  | Tours                                           | Claude Jambet                |           |       | Dauphins de Créteil                   | 58 s 50         |
| 1983 été    | Bordeaux                                        | Claude Jambet                |           |       | Dauphins de Créteil                   | 58 s 20         |
| 1984 hiver  | Strasbourg                                      | Claude Jambet                |           |       | Dauphins de Créteil                   | 58 s 81         |
| 1984 été    | Paris Georges Vallerey                          | Frédéric Delcourt            |           |       | Cercle des nageurs de Marseille       | 59 s 02         |
| 1985 hiver  | Aix-en-Provence                                 | Frédéric Delcourt            |           |       | Cercle des nageurs de Marseille       | 58 s 38         |
| 1985 été    | Dunkerque                                       | Frédéric Delcourt            |           |       | Cercle des nageurs de Marseille       | 58 s 04         |
| 1986 hiver  | Rennes                                          | Frédéric Delcourt            |           |       | Cercle des nageurs de Marseille       | 57 s 74         |
| 1986 été    | Millau                                          | Frédéric Delcourt            |           |       | Cercle des nageurs de Marseille       | 58 s 04         |
| 1987 hiver  | Mulhouse                                        | Franck Schott                | 1970      | 17    | Natation 66                           | 58 s 23         |
| 1987 été    | Strasbourg                                      | Franck Schott                | 1970      | 17    | Natation 66                           | 58 s 77         |
| 1988 hiver  | Vittel                                          | Renaud Boucher               |           |       | Dauphins du TOEC                      | 58 s 54         |
| 1988 été    | Dunkerque                                       | Renaud Boucher               |           |       | Dauphins du TOEC                      | 58 s 27         |
| 1989 hiver  | Forbach                                         | Franck Schott                |           |       | Natation 66                           | 56 s 98 RF      |
| 1989 été    | Paris Georges Vallerey                          | Franck Schott                |           |       | Natation 66                           | 56 s 32 RF      |
| 1990 hiver  | La Rochelle                                     | Franck Schott                |           |       | Racing Club de France                 | 56 s 99         |
| 1990 été    | Narbonne                                        | Franck Schott                |           |       | Racing Club de France                 | 58 s 13         |
| 1991 hiver  | Saint-Étienne                                   | Franck Schott                |           |       | Racing Club de France                 | 56 s 13 RF      |
| 1991 été    | Millau                                          | Franck Schott                |           |       | Racing Club de France                 | 57 s 63         |
| 1992 hiver  | Dunkerque                                       | Franck Schott                |           |       | Racing Club de France                 | 55 s 18 RF      |
| 1992 été    | Mennecy                                         | Nicolas Dubreuilh            |           |       | Racing Club de France                 | 58 s 41         |
| 1993 hiver  | Mennecy                                         | Franck Schott                |           |       | Racing Club de France                 | 56 s 19         |
| 1993 été    | Paris Georges Vallerey                          | Michaël Masanelli            |           |       | Dauphins du TOEC                      | 57 s 49         |
| 1994 hiver  | Lille                                           | Franck Schott                |           |       | Racing Club de France                 | 56 s 25         |
| 1994 été    | Aix-les-Bains                                   | Franck Schott                |           |       | Racing Club de France                 | 57 s 01         |
| 1995 hiver  | Mennecy                                         | Franck Schott                |           |       | Racing Club de France                 | 56 s 87         |
| 1995 été    | Canet-en-Roussillon                             | David Holderbach             |           |       | Athletic Club de Boulogne-Billancourt | 58 s 39         |
| 1996 hiver  | Dunkerque                                       | Franck Schott                |           |       | Racing Club de France                 | 55 s 96         |
| 1996 été    | Montpellier                                     | Franck Schott                |           |       | Racing Club de France                 | 56 s 88         |
| 1997        | Mennecy                                         | Didier Calibet               |           |       | Dauphins de Créteil                   | 57 s 68         |
| 1998        | Amiens                                          | Franck Schott                |           |       | Montpellier Université Club           | 57 s 28         |
| 1999        | Dunkerque                                       | Simon Dufour                 | 1979      | 20    | CNC Alès                              | 56 s 80         |
| 2000        | Rennes                                          | Simon Dufour                 | 1979      | 21    | CNC Alès                              | 56 s 23         |
| 2001        | Chamalières                                     | Pierre Roger                 | 1983      | 18    | Le Lude SN                            | 56 s 10         |
| 2002        | Chalon-sur-Saône                                | Pierre Roger                 | 1983      | 19    | Dauphins du TOEC                      | 55 s 50         |
| 2003        | Saint-Étienne                                   | Pierre Roger                 | 1983      | 20    | Dauphins du TOEC                      | 55 s 79         |
| 2004        | Dunkerque                                       | Gregor Tait Simon Dufour     | 1979 1979 | 25 25 | Royaume-Uni Montpellier ANUC          | 55 s 27 55 s 69 |
| 2005        | Nancy                                           | Pierre Roger                 | 1983      | 22    | Dauphins du TOEC                      | 56 s 07         |
| 2006        | Tours                                           | Simon Dufour                 | 1979      | 27    | Montpellier ANUC                      | 55 s 88         |
| 2007        | Saint-Raphaël                                   | Camille Lacourt              | 1985      | 22    | Canet 66 natation                     | 55 s 39         |
| 2008        | Dunkerque                                       | Benjamin Stasiulis           | 1986      | 22    | Mulhouse Olympic Natation             | 55 s 17         |
| 2009        | Montpellier                                     | Jérémy Stravius              | 1988      | 21    | Amiens Métropole Natation             | 53 s 16 RF      |
| 2010        | Saint-Raphaël                                   | Camille Lacourt              | 1985      | 25    | Cercle des nageurs de Marseille       | 53 s 29         |
| 2011        | Strasbourg                                      | Camille Lacourt              | 1985      | 26    | Cercle des nageurs de Marseille       | 52 s 44         |
| 2012        | Dunkerque                                       | Camille Lacourt              | 1985      | 26    | Cercle des nageurs de Marseille       | 52 s 75         |
| 2013        | Rennes                                          | Jérémy Stravius              | 1988      | 25    | Amiens Métropole Natation             | 53 s 09         |
| 2014        | Chartres                                        | Camille Lacourt              | 1985      | 29    | Cercle des nageurs de Marseille       | 53 s 73         |

## Liens
Natation sportive